# 博达乌帕齐拉
博达是孟加拉国的一个乌帕齐拉，位于朗布尔专区的班乔戈尔县，并且是该县面积最大的乌帕齐拉。

## 地理
博达乌帕齐拉的坐标为26°12′30″N 88°33′35″E / 26.2083°N 88.5597°E，总面积为349.47平方公里。

## 人口
据1991年孟加拉国人口普查，博达乌帕齐拉共有33535户人家，总计168258人口，其中男性占比51.22%，女性占比48.78%，成年人口为83118。该地七岁以上人口之平均识字率为29.4%，低于全国平均水平（32.4%）.